# Saint-Georges-du-Bois (Maine-et-Loire)
Pour les articles homonymes, voir Saint-Georges-du-Bois, Saint-Georges, Saint Georges (homonymie) et Georges.
Saint-Georges-du-Bois est une ancienne commune française située dans le département de Maine-et-Loire, en région Pays de la Loire, devenue le 1er janvier 2016, une commune déléguée de la commune nouvelle des Bois d'Anjou.

## Géographie
Commune angevine du Baugeois, Saint-Georges-du-Bois se situe au sud-est de Fontaine-Milon, aux abords des routes D 259 et D 59, Sermaise - Beaufort-en-Vallée.
Saint-Georges-du-Bois se situe sur l'unité paysagère du Plateau du Baugeois.

## Histoire
En janvier 2016, les communes de Brion, Fontaine-Guérin et Saint-Georges-du-Bois se regroupent pour former la commune nouvelle de Les Bois d'Anjou.

## Toponymie et héraldique

### Héraldique
| Blason de Saint-Georges-du-Bois | Blason  | De gueules à saint Georges à cheval d'or, transperçant de sa lance un dragon de sable, le tout contourné; au chef cousu d'azur chargé de trois épis de maïs d'or. |
| Blason de Saint-Georges-du-Bois | Détails | Le statut officiel du blason reste à déterminer. |

## Politique et administration

### Administration municipale

#### Administration actuelle
Depuis le 1er janvier 2016, Saint-Georges-du-Bois constitue une commune déléguée au sein de la commune nouvelle de Les Bois d'Anjou et dispose d'un maire délégué.
| Période      | Période  | Identité        | Étiquette | Qualité |
| ------------ | -------- | --------------- | --------- | ------- |
| janvier 2016 | mai 2020 | Laurent Cureau  |           |         |
| mai 2020     | en cours | Samuel Maupetit |           |         |

#### Administration ancienne
| Période                                  | Période       | Identité       | Étiquette | Qualité |
| ---------------------------------------- | ------------- | -------------- | --------- | ------- |
| mars 2008                                | mars 2014     | Danièle Noras  |           |         |
| mars 2014                                | décembre 2015 | Laurent Cureau |           |         |
| Les données manquantes sont à compléter. |               |                |           |         |

### Ancienne situation administrative
Jusqu'en 2015, la commune est membre de la communauté de communes de Beaufort-en-Anjou, elle-même membre du syndicat mixte Pays des Vallées d'Anjou.

## Population et société

### Évolution démographique
L'évolution du nombre d'habitants est connue à travers les recensements de la population effectués dans la commune depuis 1793. À partir du 1er janvier 2009, les populations légales des communes sont publiées annuellement dans le cadre d'un recensement qui repose désormais sur une collecte d'information annuelle, concernant successivement tous les territoires communaux au cours d'une période de cinq ans. 
Pour les communes de moins de 10 000 habitants, une enquête de recensement portant sur toute la population est réalisée tous les cinq ans, les populations légales des années intermédiaires étant quant à elles estimées par interpolation ou extrapolation. Pour la commune, le premier recensement exhaustif entrant dans le cadre du nouveau dispositif a été réalisé en 2005,.
En 2013, la commune comptait 428 habitants, en évolution de +9,46 % par rapport à 2008 (Maine-et-Loire : +3,3 %, France hors Mayotte : +2,49 %).
| 1793 | 1800 | 1806 | 1821 | 1831 | 1836 | 1841 | 1846 | 1851 |
| ---- | ---- | ---- | ---- | ---- | ---- | ---- | ---- | ---- |
| 575  | 552  | 570  | 593  | 552  | 547  | 583  | 583  | 545  |

| 1856 | 1861 | 1866 | 1872 | 1876 | 1881 | 1886 | 1891 | 1896 |
| ---- | ---- | ---- | ---- | ---- | ---- | ---- | ---- | ---- |
| 564  | 554  | 556  | 524  | 531  | 523  | 514  | 508  | 538  |

| 1901 | 1906 | 1911 | 1921 | 1926 | 1931 | 1936 | 1946 | 1954 |
| ---- | ---- | ---- | ---- | ---- | ---- | ---- | ---- | ---- |
| 530  | 513  | 488  | 426  | 376  | 376  | 359  | 363  | 322  |

| 1962 | 1968 | 1975 | 1982 | 1990 | 1999 | 2005 | 2010 | 2013 |
| ---- | ---- | ---- | ---- | ---- | ---- | ---- | ---- | ---- |
| 316  | 311  | 299  | 304  | 320  | 344  | 359  | 412  | 428  |

### Pyramide des âges
La population de la commune est relativement jeune. Le taux de personnes d'un âge supérieur à 60 ans (21,4 %) est en effet supérieur au taux national (21,8 %) tout en étant toutefois inférieur au taux départemental (21,4 %).
À l'instar des répartitions nationale et départementale, la population féminine de la commune est supérieure à la population masculine. Le taux (51,8 %) est du même ordre de grandeur que le taux national (51,9 %).
La répartition de la population de la commune par tranches d'âge est, en 2008, la suivante :
- 48,2 % d’hommes (0 à 14 ans = 17,9 %, 15 à 29 ans = 9,8 %, 30 à 44 ans = 27,2 %, 45 à 59 ans = 22 %, plus de 60 ans = 23,2 %) ;
- 51,8 % de femmes (0 à 14 ans = 22 %, 15 à 29 ans = 21 %, 30 à 44 ans = 18,3 %, 45 à 59 ans = 18,8 %, plus de 60 ans = 19,9 %).

| Hommes | Classe d’âge | Femmes |
| ------ | ------------ | ------ |
| 0,6    | 90 ans ou +  | 0,0    |
| 8,1    | 75 à 89 ans  | 5,4    |
| 14,5   | 60 à 74 ans  | 14,5   |
| 22,0   | 45 à 59 ans  | 18,8   |
| 27,2   | 30 à 44 ans  | 18,3   |
| 9,8    | 15 à 29 ans  | 21,0   |
| 17,9   | 0 à 14 ans   | 22,0   |

| Hommes | Classe d’âge | Femmes |
| ------ | ------------ | ------ |
| 0,4    | 90 ans ou +  | 1,1    |
| 6,3    | 75 à 89 ans  | 9,5    |
| 12,1   | 60 à 74 ans  | 13,1   |
| 20,0   | 45 à 59 ans  | 19,4   |
| 20,3   | 30 à 44 ans  | 19,3   |
| 20,2   | 15 à 29 ans  | 18,9   |
| 20,7   | 0 à 14 ans   | 18,7   |

## Économie
Sur 30 établissements présents sur la commune à fin 2010, 50 % relevaient du secteur de l'agriculture (pour une moyenne de 17 % sur le département), 3 % du secteur de l'industrie, 13 % du secteur de la construction, 23 % de celui du commerce et des services et 10 % du secteur de l'administration et de la santé.

## Lieux et monuments
- Château de Laveau, du XVIIe siècle, inscrit aux Monuments historiques[15] ;
- Église Saint-Georges, des XIIe et XIIIe siècles, classée aux Monuments historiques[16].